# Molophilus klementi
Molophilus klementi là một loài ruồi trong họ Limoniidae. Chúng phân bố ở miền Cổ bắc.